# Maison Comblen
 (avril 2018).
La maison Comblen est une habitation de style art nouveau située à Liège, Belgique. Ce n'est pas en soi une construction art nouveau complète mais la transformation d'une habitation de style néo-classique en un immeuble art nouveau. Elle est considérée comme l'une des plus belles réalisations de style art nouveau à Liège aussi bien pour sa façade que pour son intérieur s'articulant sous un puits de lumière.

## Histoire
La transformation du bâtiment commence dès 1898 par Paul Comblen, architecte mais aussi propriétaire des lieux. Cette maison est une de ses rares réalisations art nouveau à Liège. Paul Comblen ne mena pas à son terme la totalité des travaux et se retira à Nonceveux (Aywaille) à la suite d'un important drame familial.
La maison est classée depuis le 16 janvier 1987 et inscrite au Patrimoine majeur de Wallonie depuis le 11 mai 2006. Après de longues années de laisser-aller et de tergiversations, la rénovation  débute en avril 2007. Elle est menée par les descendants de Paul Comblen, actuels propriétaires des lieux avec l'aide de la Région wallonne. Cette maison est privée et peut être visitée sur demande.

## Situation
La maison Comblen  se situe au no 33 de la rue des Augustins à Liège. La rue des Augustins rejoint la rue Louvrex en partant du boulevard d'Avroy.

## Description

### La façade

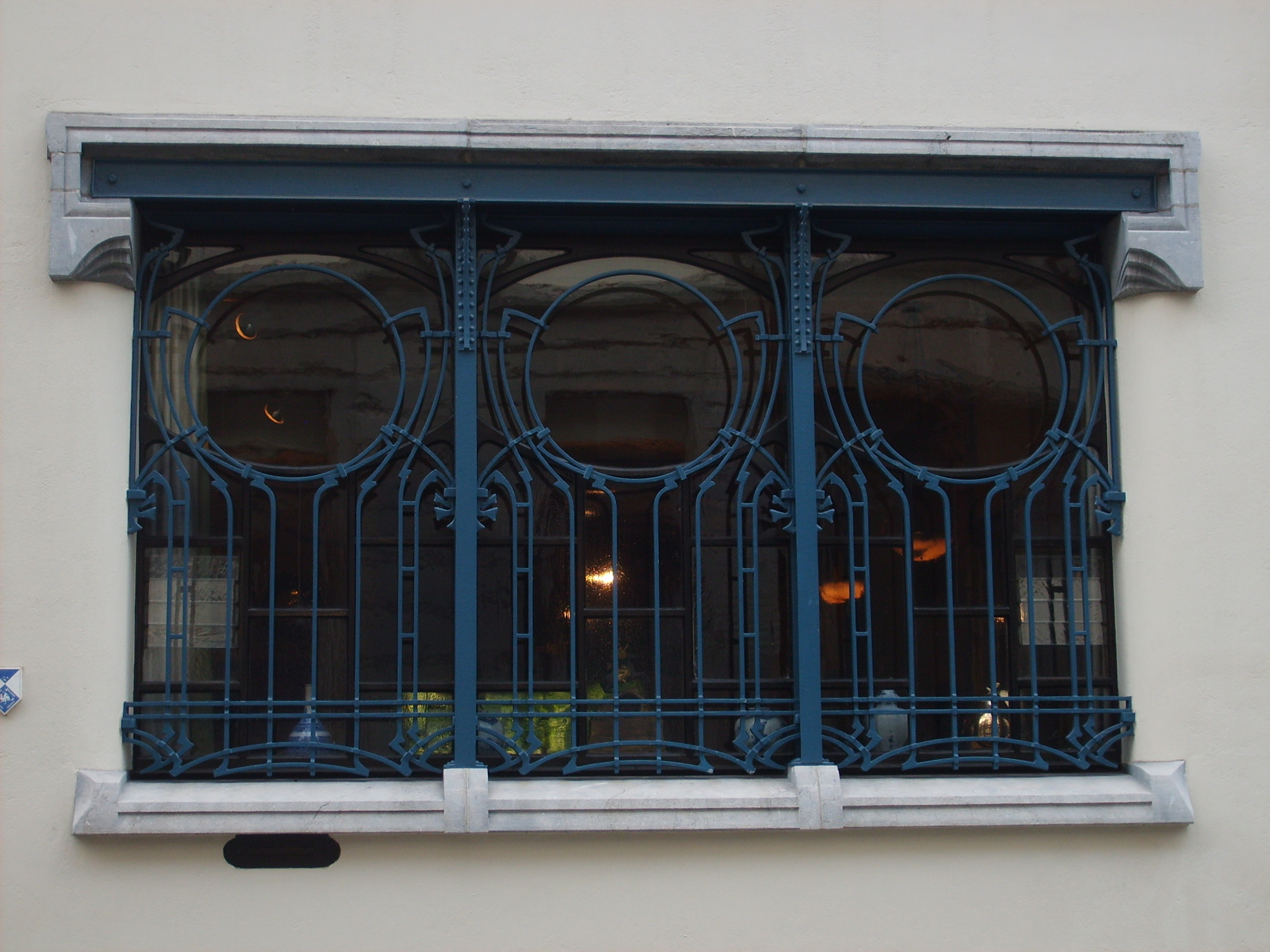
Maison Comblen : ferronnerie.

Loin de l'exubérance de la maison Piot, la façade de la maison Comblen est toute en sobriété. En effet, la totalité du mur de cette façade est recouvert d'un enduit blanc qui tranche nettement avec les constructions voisines. Cette technique de recouvrement de façade a été inspirée par Joseph Maria Olbrich lors de la construction du palais de la Sécession à Vienne en 1897. L'autre couleur du bâtiment est le bleu, présent à chaque ouverture ou saillie. Plusieurs éléments sont toutefois remarquables. La porte d'entrée ainsi que la grande baie du rez-de-chaussée sont protégées par une jolie ferronnerie de couleur bleue à motifs floraux.
L'élément le plus marquant se trouve au premier étage. Partageant la baie principale en deux carreaux, un sgraffite signé Oscar Berchmans attire tout de suite l'attention. Il s'agit des trois fileuses qui représentent le temps qui passe. On peut remarquer la pureté des lignes de cette œuvre ainsi que des couleurs (beige et rouge brique) assez inhabituelles pour un sgraffite. Ce sgraffite a été admirablement restauré en 2008 par le restaurateur de sgraffite Christian de Castellane. Au-dessus des trois baies du second étage, la corniche en bois (bleue), très proéminente est soutenue par des modillons prolongeant verticalement l'encadrement de ces baies. On remarquera que cette corniche est d'une dimension un peu plus courte que la façade.

### L'intérieur
La maison Comblen est articulée autour d'une cage d'escalier située sous un puits de lumière dont Victor Horta  fut le digne précurseur.
Dans cette cage d'escalier aux boiseries japonisantes, le calme et la nature semblent ici jouer les premiers rôles. Des paons en fer forgé paraissent grimper les marches. Sur d'immenses tapisseries murales aux divers motifs végétaux, apparaît une scène de baignade où plusieurs jeunes dames nues se prélassent au bord de l'eau.
Dans le hall, Oscar Berchmans a réalisé une belle fontaine lave-mains en étain où deux belles chevelues tiennent un gros brochet laissant échapper un mince filet d'eau. Le salon est agrémenté de plusieurs bas reliefs représentant des faunes. Quant au fumoir, les encadrements de fenêtre en pierre sont du plus bel effet. Par ailleurs, on peut se réjouir que plusieurs vitraux ont réussi à conserver leur cabochon d'origine.